# 1971 في الكويت

## المناصب
- أمير الدولة : صباح السالم الصباح
- رئيس الوزراء: جابر الأحمد الصباح

## مواليد
- إبراهيم الخالدي - شاعر
- عبيد الوسمي - سياسي وأكاديمي
- دعيج الخليفة الصباح - شاعر
- خالد العجيرب - ممثل
- خالد أمين - ممثل
- محمد الكندري - سياسي
- محمد عبد الله المبارك الصباح - وزير
- عبد الله وبران - لاعب كرة قدم
- بركات الوقيان - إعلامي